# Klopce, Žužemberk
Klopce este o localitate din comuna Žužemberk, Slovenia, cu o populație de 6 locuitori.